# Петр Йогана
Петр Йогана (чеськ. Petr Johana, нар. 11 січня 1976, Мост) — чеський футболіст, що грав на позиції захисника. Виступав за низку чеських і закордонних клубів, а також національну збірну Чехії. Дворазовий чемпіон Чехії, дворазовий володар Кубка Чехії.

## Клубна кар'єра
Петр Йогана народився 11 січня 1976 року в місті Мост. У професійному футболі дебютував 1995 року виступами за команду «Усті-над-Лабем». Протягом 1995—1996 років Йогана грав у складі клубу «Карлові Вари».
У 1996 році футболіст перейшов до клубу СІАД (Мост), у складі якого грав до 2000 року. З 2000 року футболіст грав у складі клубу «Слован», у якому став чемпіоном Чехії. У 2003 році захисник перейшов до клубу «Спарта» (Прага), у складі якого ще раз став чемпіоном Чехії, а також володарем Кубка Чехії.
У 2005 році Йогана став гравцем турецького клубу «Манісаспор», у якому грав до 2007 року. У 2007 році вдруге за кар'єру футболіст став гравцем клубу СІАД, у якому грав до 2008 року. У 2008—2010 роках Йогана грав у австрійському клубі «Вінер-Нойштадт».
З 2010 до 2014 року Петр Йогана грав у складі чеського клубу «Млада Болеслав», у складі якого в сезоні 2010—2011 років удруге в кар'єрі став володарем Кубка Чехії. У 2014 році футболіст знову грав за команду з міста Мост, яку на цей час перейменували в «Банік», але в кінці цього ж року завершив виступи на футбольних полях.

## Виступи за збірну
У 2001 році Петр Йогана дебютував у складі національної збірної Чехії. У складі збірної грав до 2003 року, провів у її формі 13 матчів, у яких забитими голами не відзначився.

## Титули і досягнення
- Чемпіон Чехії (2):

«Слован»: 2002–2003
«Спарта» (Прага): 2004–2005
- Володар Кубка Чехії (2)::

«Спарта» (Прага): 2004–2004
«Млада Болеслав»: 2010–2011